# Munskänkarna

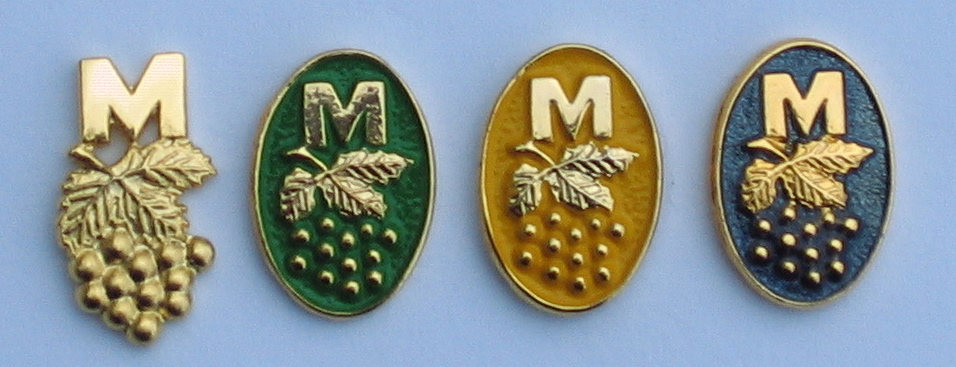
Nålar för medlemmar i Munskänkarna. Längst till vänster medlemsnål med Munskänkarnas logotyp, därefter nålar för medlemmar som klarat av prov för några av de olika kursnivåerna: 1-betyg (grön), druvbetyg (gul) och 2-betyg (blå).

Föreningen Munskänkarna är en svensk vinprovarorganisation grundad 1958 fördelade på sektioner i Sverige och utomlands. Munskänksverksamheten i Finland utgjorde från början en del av den svenska Föreningen Munskänkarna. Sedan 2000 utgör dock finskspråkiga "Suomen Munskänkarna" ett eget förbund registrerat i Finland, och sedan 2002 utgör det svenskspråkiga "Svenska Munskänkarna i Finland" ett eget förbund. 
Föreningen Munskänkarna bildades 1958 av Nils-Bertil Philipson. Syftet var då att öka kunskapen om vin hos restaurangfolk, men senare breddades målgruppen till alla vinintresserade. Munskänkarna är en ideell förening med syfte att vidga kännedom och kunskap om vin och andra ädla drycker, samt verka för goda och måttfulla dryckesseder. Munskänkarna driver verksamhet både nationellt och framför allt i lokala sektioner som arrangerar bland annat vinprovningar och utbildningar.
Mindre sektioner brukar genomföra en vinprovning per månad eller varannan månad och kanske en vinkurs per år, medan de största och mest aktiva sektionerna ordnar flera vinprovningar i veckan. Under pandemin 2020-2022 genomfördes även vissa vinprovningar på distans genom strömmade sändningar.
I verksamheten ingår vinkurser på olika nivåer, från "1-betygskurs" till "3-betygskurs" där "1-betygskursen" är enklast. 
Munskänkarna delar varje år ut utmärkelserna Årets vinort, Årets bästa vin samt Årets Vinkrogar. 
Föreningen Munskänkarna har ett medlemsmagasin som heter In Vino som bland annat innehåller omdömen om ordervaror på Systembolaget.

## Årets vinort
Munskänkarna utser varje år Årets vinort. Idén med att utse en Årets vinby föddes 1991 och genomfördes första gången 1993, när Freinsheim i Pfalz, Tyskland, utsågs till föreningens första vinby. Senare byttes ”vinby” mot ”vinort”.
Årets vinort sedan 2014:
- Pfalz, Tyskland (2024)
- Alto Adige, Italien (2023)
- Jerez, Spanien (2022)
- Roussillon, Frankrike (2020, 2021)
- Barbaresco, Italien (2019)
- Épernay, Frankrike (2018)
- Istrien, Kroatien (2017)
- Montsant & Priorat, Spanien (2016)
- Niederösterreich, Österrike (2015)
- Napa/Sonoma i Kalifornien, USA (2014)